# Малу (Валча)
Малу (рум. Malu) насеље је у Румунији у округу Валча у општини Стоилешти. Oпштина се налази на надморској висини од 357 m.

## Становништво
Према подацима из 2002. године у насељу је живело 150 становника, од којих су сви румунске националности.